# 김창동 (정치인)
김창동(1907년 9월 11일~1994년 8월 14일)은 대한민국의 정치인이다. 제4대 국회의원을 지냈다.

## 역대 선거 결과
|  | 16.54% |

|  | 50.78% |

|  | 19.60% |

|  | 27.33% |

|  | 1.94% |